# هانتشو
هانتشو (به انگلیسی: Huntshaw) یک روستا و محله مدنی در بریتانیا است که در Torridge واقع شده‌است. هانتشو ۱۲۰ نفر جمعیت دارد.